# تیتانات باریم
تیتانات باریم (به انگلیسی: Barium titanate) یک ترکیب غیرآلی با فرمول شیمیایی BaTiO۳  میباشد که ترکیبی شیمیایی با شناسه پاب‌کم ۶۱۰۱۰۰۶ است. که جرم مولی آن 233.192 g/mol می‌باشد. شکل ظاهری این ترکیب، در حالت پودر، سفیدرنگ و وقتی که بصورت بلورهای بزرگ باشد شفاف است.

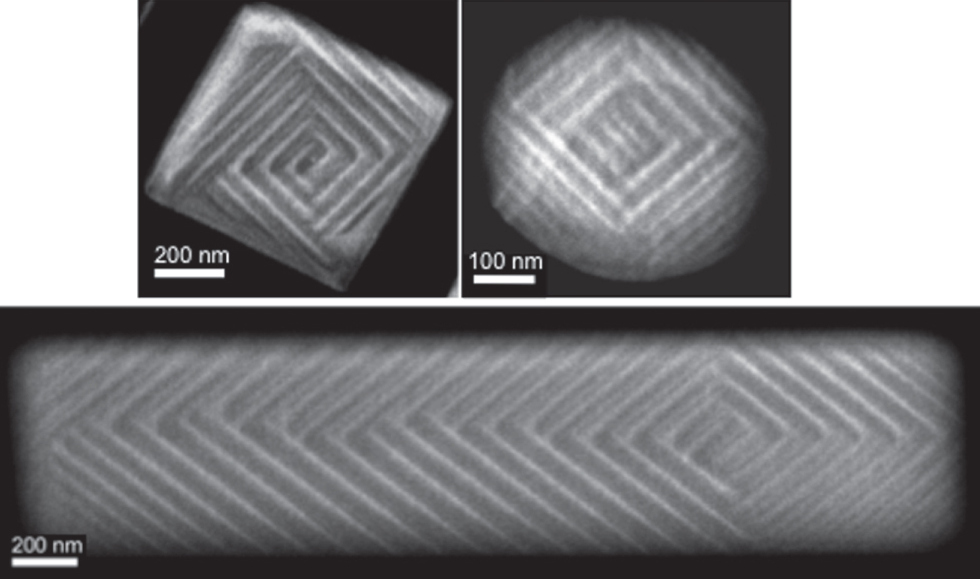
درحال پویش اکترون انتقال میکروسکوپ فرواستیک دامنه هایی که درBaTiO_{3}شکل میگیرند،در خنک کردن از طریق درجه حرارت کوری نقطه راس جائیکه بسته های دامنه بهم میرسند،از آنجا حرکت میکند، مرکز در بلورهای ایزومتریک(بالا)،به خارج از مرکز بصورت مستطیل(پائین).

تیتانات باریم یک ماده سرامیک فروالکتریک است که اثر شکست نور و خصوصیات پیزوالکتریک را به نمایش میگذارد،که در خازن،مبدل الکترومکانیکی و نورشناسی استفاده میشود.

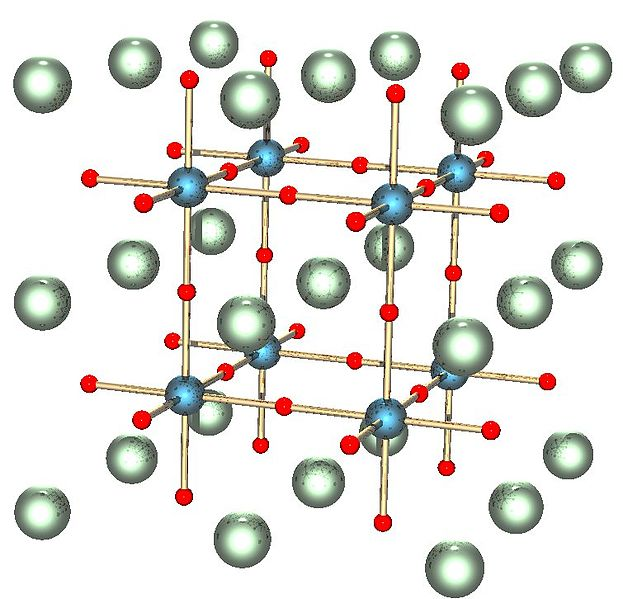
تصویر فوق متعلق به ساختار مکعبی تیتانات باریم است ؛ کره های قرمزرنگ بیانگر مختصات اتمی اکسیژن،کره های آبی بیانگر مختصات اتمی کاتیونهای^{4+}Ti و کره های سبزرنگ بیانگر مختصات اتمی و محل قرارگیری کاتیونهایBa^{+2} میباشند.

ماده جامد در یکی از این چهار ماده بصورت چندشکلی وجود دارد که به تغییرات حرارت وابسته است این ماده جامد از درجه حرارت بالا به پایین کریستالهایش بصورت چهارتا چندشکلی متقارن میشوند که ساحتار بلوری آنها به شکل مکعب چهارضلعی ، ارتورمبیکو رومبوهدرال در می آید.
تمام این ساختارها میتوانند اثر فروالکتریکی را بوجود آورند که بر قسمتی از شکل مکعب میتواند تاثیر داشته باشد؛شکل مکعب در حرارت بالا میتواند راه آسانی برای توصیف این موارد باشد،همانطور که میتواند شامل گوشه منظمی از بخش هشت ضلعیTiO6 نیز شود و همچنین میتواند یک مکعب با رئوس O و لبه های Ti-O-Tiرا نیز تعریف کند،+Ba2 با عدد همسایگی 12 در مرکز ساختار مکعبی قراردارد.
اشکال کمتری از تقارن در حرارتهای پائینتر تشبیه شده اند و شامل حرکت+Ti4 به موقعیت خارج از مرکز میشود؛خصوصیات قابل توجه این مواد ناشی از رفتار مشترک تحریفات+Ti4 میباشد.
در بالاتر از نقطه ذوب، مایع تفاوت قابل ملاحظه ای نسبت به ساختارداخلی حالت جامد را دارد که میتواند با اکثر+Ti4 و با چهار اکسیژن در واحدهای چهارضلعی TiO4هماهنگ باشدو همچنین میتواندبا بیشترواحدهای کاملاهماهنگ نیز همزیستی داشته باشد.

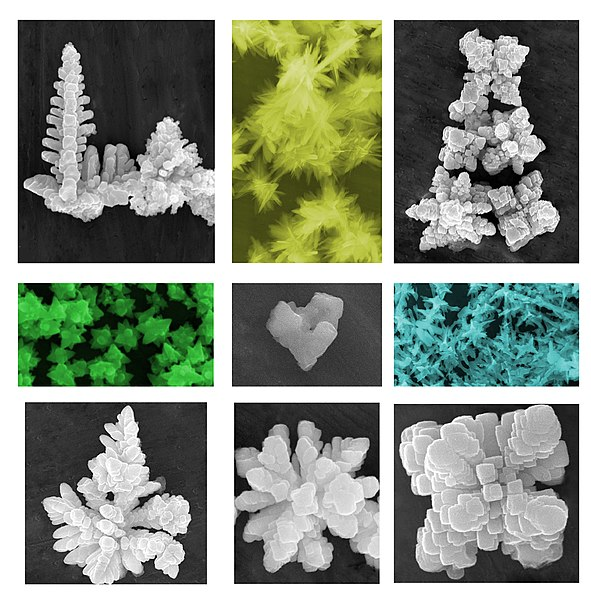
تصویر میکروسکوپ الکترونی رویشی (SEM) قسمتهائی از BaTiO_{3} را نشان میدهد.اختلاف مورفولوژیها بدلیل شرایط سنتز (بارش،هیدروترمال، سلووترمال وسنتز) میباشد؛اندازه و شکل میتواند از طریق تغییرغلظت پیشسازها در دمای واکنش و زمان تغییر یابد. رنگ(اگر اضافه شود) به اهمیت سطوح مقیاس خاکستری کمک میکند. بطور عمومی سنتز تیتانات باریم از طریق بارش محلول آبی صورت میپذیرد و میتواند به ذرات اجازه دهد که به شکل کروی در اندازه خاص تولید شوند و در حدی که بتوانند با کاهش غلظت واکنشدهنده ها از چندنانومتر به چندصدنانومتر برسند.همانطور که در تصویر گزارش داده شد مقدارکمی از ذرات غلظتشان تمایل به تغییر رنگ دارند تا بتوانند از یک مورفولوژی شبیه دندریت توسعه یابند.

تیتانات باریم میتواند از روش نسبتاً ساده محلول ساخته شود.همچنین تیتانات باریم میتواند با گرمایش کربنات باریم و دی اکسیدتیتانیوم ساخته شود،واکنش از طریق تف جوشی ادامه می یابد.کریستالهای منفرد را میتوان در دمای1100درجه سانتیگراد از فلورید پتاسیم مذاب رشد داد. اغلب موارد دیگر مانند دوپانتها نیز اضافه شدند تا بعنوان مثال Sr از محلول جامد باتیتانات استرانسیوم  را ایجاد کنند؛ که میتواند با تری کلرید نیتروژن واکنش دهد و یک مخلوط سبز مایل به خاکستری تولید کند که دارای خواص فروالکتریک میباشد(در شکل نشان داده شده).تلاش زیادی صرف مطالعه رابطه بین ذرات مورفولوژی و خواص آن شده است،تیتانات باریم یکی از معدود مواردی است که در ترکیبات سرامیکی شناخته شده است تا بتواند  رشددانه افراطی  را به نمایش گذارد بطوریکه دانه های درشت وجه در زمینه ای از دانه های ریز با پیامدهای عمیق در تراکم و خواص فیزیکی رشد میکنند.
تیتانات باریم کاملامتراکم نانوکریستالی نسبت به همان ماده تهیه شده به روشهای کلاسیک40درصدبیشتر مجاز است.
علاوه بر این ترکیبات تیتانات باریم و قلع نشان داده است که ماده فله ای با سختی و ویسکوالاستیک بیشتر از الماس را داریم.تیتانات باریم از تحولات فازی عبور میکند که شکل و حجم کریستالی را تغییر میدهد ،این تغییرات فازی منجر به تاثیرات  مدول یانگ و جابجایی در جهت مخالف حین اعمال نیرو بر کامپوزیتهای تیتانات باریم و سفتی بیشتر آنها میشود.
تیتانات باریم مانند بسیاری از اکسیدها در آب نامحلول است و توسط اسیدسولفوریک مورد تخریب قرارمیگیرد، باندگپ آن در دمای اتاق 3.2 eV است اما این مقدار هنگامیکه اندازه ذرات ازحدود15 نانومتر به7 نانومتر کاهش میابد به مقدار تقریبی 3.5 eV میرسد.
تیتانات باریم یک ماده سرامیکی دی الکتریک است که در خازنها با مقادیر ثابت دی الکتریک تا7000کاربرد دارد ،در دمای باریک دامنه مقادیر بالغ بر15000امکان پذیراست.رایجترین موادسرامیکی وپلیمری کمتراز10است،درحالیکه سایرمواردمانند تیتانیوم دی اکسید(TiO2) مقادیری مابین 20و70 دارند.
این یک ماده پیزوالکتریکی است که در میکروفون وسایر مبدل های دیگر استفاده میشود. در مطالعات اولیه شاهد قطبی شدن خودبخود تک بلورهای تیتانات باریم دردمای اتاق به میزان 0.15C/m2 بودند.که این مقدار در آخرین انتشارات به0.26C/m2رسیده است، وآن دمای کوری مابین120تا130درجه سانتیگراد است.این اختلافات مربوط به تکنیک رشد است که بلورهای شار رشد کرده کمتر از کریستال های فعلی رشد یافته با فرایند چکرالسکی خالص هستند (با فرایندCzochralski ) ، بنابراین این قطبی خودبخود بزرگتر و دمای کوری بیشتری دارد.
تیتانات باریم بعنوان یک مادهپیزوالکتریک تاحد زیادی جایگزین تیتانات زیرکونات سرب شده و همچنین بعنوانPZTشناخته میشود.پلی کریستال تیتانیوم دارای ضریب دمایی مناسبی است و آنرا بعنوان یک ماده مفید برای ترمیستورها وسیستم های اتوماتیک گرمایش الکتریکی استفاده میکنند.
بلورهای تیتانات باریم در نورشناسی غیرخطی استفاده میشود،این ماده دارای پرتوهای متصل شده زیادی است در طول موجهای قابل مشاهده و نزدیک مادون قرمز کارمیکند.این ماده دارای بالاترین بازتاب پذیری از موادمورداستفاده برای برنامه های کاربردی ترکیب فاز نوری(SPPC) است.میتواند برای ساخت 4موج پیوسته (Four-wave mixing) با توان نوری با دامنه میلی وات استفاده شود؛در کاربردهای فوتورفراکتیو تیتانات باریم میتواند توسط عناصر دیگر مثل آهن قابل دوپ باشد.
لایه نازک تیتانات باریم تلفیق‌گر الکتریکی-نوری را در فرکانس های بیش از 40 گیگاهرتز نشان می دهد.
خصوصیات فروالکتریک و پیروالکتریک تیتانات باریم در برخی از انواع سنسورهای خنک نشده برای دوربین تصویر برداری حرارتی بکار میرود.
از پودر تیتانات باریم با خلوص بالا بعنوان یک جزء اصلی جدید در سیستم ذخیره سازی انرژی برای استفاده در وسایل نقلیه الکتریکی گزارش شده است.
باتوجه به زیست سازگاری زیاد تیتانات باریم،از نانوذرات تیتانات باریم(BTNPs) اخیراً برای دارورسانی استفاده شده است.
اثرات مغناطیس الکتریک قوی درباره لایه های نازکی که روی زمینه ی تیتانات باریم رشد کرده اند گزارش شده است.

## کاربردهاینانوذراتباریم تیتانات

پودر تیتانات باریم

ذخیره اطلاعات: همانطور که برای بسیاری از نانوموادها خواص نوری و الکتریکی منحصر به فرد وجود دارد، باریم تیتانات ماده ای با پتانسیل بالا برای ذخیره سازی داده های نوری با چگالی بالا در نظر گرفته می شود.
هولوگرافی داینامیک: با توجه به ویژگی های باریم تیتانات، از آن برای تولید آینه ها و لیزرهای خاص استفاده می کنند. همچنین پیش بینی می شود این ماده در آینده نقش اساسی در تولید برنامه های کاربردی هولوگرافی داینامیک داشته باشد.
سرامیک: چندین کامپوزیت سرامیکی از نانوپودر تیتانات باریم به دلیل خصوصیات بی نظیر خود، از جمله انواع سرامیک های فروالکتریک و سرامیک های نیمه هادی استفاده می کنند. باریم تیتانات در تولید خازن های سرامیکی نیز دارای ارزش است.
محاسبه: این نانوذرات می توانند پایه گذار تعدادی از برنامه های کاربردی محاسباتی برش، از جمله محاسبات نوری ، برنامه نویسی درون تراشه ، تشخیص الگو ، پردازش تصویر نوری و موارد دیگر ارائه می دهند.
الکترونیک: بسیاری از راه های جالب تحقیق شامل ویژگی های منحصر به فردی است که توسط باریم تیتانات در مقیاس نانوذرات به نمایش گذاشته شده است.
علاوه بر این کاربردهای این ماده شامل دستگاه های پیزو الکتریک، میکرو خازن ها، سنسورهای پیرو الکتریک، واریستورها، تقویت کننده های دی الکتریک و دستگاههای برقی الکترو نوری هستند.
باریوپروسکایت(Barioperovskite) یک ترکیب طبیعی بسیار نادر از BaTiO3 است که به عنوان میکروکلاژن در بنتونیت یافت می شود.
- تیتانات استرانسیم
- تیتانات زیرکونات سرب

- ترکیب شیمیایی
- نام‌گذاری اتحادیه بین‌المللی شیمی محض و کاربردی

1. ↑   Suzuki, Keigo; Kijima, Kazunori (2005). "Optical Band Gap of Barium Titanate Nanoparticles
Prepared by RF-plasma Chemical Vapor Deposition". Jpn. J. Appl. Phys. 44 (4A): 2081–2082.
Bibcode:2005JaJAP..44.2081S (https://ui.adsabs.harvard.edu/abs/2005JaJAP..44.2081S).
doi:10.1143/JJAP.44.2081 (https://doi.org/10.1143/JJAP.44.2081).
2. ↑  3. Manuel Gaudon. Out-of-centre distortions around an octahedrally coordinated Ti4+ in BaTiO3.
Polyhedron, Elsevier, 2015, 88, pp.6-10. <10.1016/j.poly.2014.12.004>. <hal-01112286>
3. ↑  Alderman O L G; Benmore C; Neuefeind J; Tamalonis A; Weber R (2019). "Molten barium
titanate: a high-pressure liquid silicate analogue". Journal of Physics: Condensed Matter. 31
(20): 20LT01. doi:10.1088/1361-648X/ab0939 (https://doi.org/10.1088/1361-648X/ab09
39). OSTI 1558227 (https://www.osti.gov/biblio/1558227). PMID 30790768 (https://pubmed.ncb%5Bپیوند+مرده%5D
i.nlm.nih.gov/30790768).
4. ↑  Selvaraj, M.; Venkatachalapathy, V.; Mayandi, J.; Karazhanov, S.; Pearce, J. M. (2015).
"Preparation of meta-stable phases of barium titanate by Sol-hydrothermal method" (https://doi بایگانی‌شده  در ۱۱ ژوئیه ۲۰۱۳ توسط Wayback Machine.
org/10.1063%2F1.4935645). AIP Advances. 5 (11): 117119. Bibcode:2015AIPA....5k7119S (htt
ps://ui.adsabs.harvard.edu/abs/2015AIPA....5k7119S). doi:10.1063/1.4935645 (https://doi.org/1
0.1063%2F1.4935645).
5. ↑  Galasso, Francis S. (1973). Barium Titanate, BaTiO3. Inorganic Syntheses. 14. pp. 142–143.
doi:10.1002/9780470132456.ch28 (https://doi.org/10.1002/9780470132456.ch28).
ISBN 9780470132456.
6. ↑   Journal of Crystal Growth (https://arxiv.org/ftp/arxiv/papers/1303/1303.2761.pdf#page=2) 2012,
Volume 359, Pages 83-91, Abnormal Grain Growth
7. ↑   Nyutu, Edward K.; Chen, Chun-Hu; Dutta, Prabir K.; Suib, Steven L. (2008). "Effect of
Microwave Frequency on Hydrothermal Synthesis of Nanocrystalline Tetragonal Barium
Titanate". The Journal of Physical Chemistry C. 112 (26): 9659. CiteSeerX 10.1.1.660.3769 (htt
ps://citeseerx.ist.psu.edu/viewdoc/summary?doi=10.1.1.660.3769). doi:10.1021/jp7112818 (htt
ps://doi.org/10.1021/jp7112818).
8. ↑  Jaglinski, T.; Kochmann, D.; Stone, D.; Lakes, R. S. (2007). "Composite materials with
viscoelastic stiffness greater than diamond". Science. 315 (5812): 620–2.
Bibcode:2007Sci...315..620J (https://ui.adsabs.harvard.edu/abs/2007Sci...315..620J).
CiteSeerX 10.1.1.1025.8289 (https://citeseerx.ist.psu.edu/viewdoc/summary?doi=10.1.1.1025.8
289). doi:10.1126/science.1135837 (https://doi.org/10.1126/science.1135837).
PMID 17272714 (https://pubmed.ncbi.nlm.nih.gov/17272714). S2CID 25447870 (https://api.se بایگانی‌شده  در ۶ آوریل ۲۰۰۹ توسط Wayback Machine
manticscholar.org/CorpusID:25447870).
9. ↑  . Scott, J. F.; Schilling, A.; Rowley, S. E.; Gregg, J. M. (2015). "Some current problems in
perovskite nano-ferroelectrics and multiferroics: Kinetically-limited systems of finite lateral size"
(https://www.ncbi.nlm.nih.gov/pmc/articles/PMC5099849). Science and Technology of
Advanced Materials. 16 (3): 036001. Bibcode:2015STAdM..16c6001S (https://ui.adsabs.harvar%5Bپیوند+مرده%5D
d.edu/abs/2015STAdM..16c6001S). doi:10.1088/1468-6996/16/3/036001 (https://doi.org/10.10
88%2F1468-6996%2F16%2F3%2F036001). PMC 5099849 (https://www.ncbi.nlm.nih.gov/pm
c/articles/PMC5099849). PMID 27877812 (https://pubmed.ncbi.nlm.nih.gov/27877812).
10. ↑   Waugh, Mark D (2010). "Design solutions for DC bias in multilayer ceramic capacitors" (http://w
ww.compel.ru/wordpress/wp-content/uploads/2014/01/Mark-D.-Waugh.pdf) (PDF). Electronic
Engineering Times.
11. ↑  von Hippel, A. (1950-07-01). "Ferroelectricity, Domain Structure, and Phase Transitions of
Barium Titanate". Reviews of Modern Physics. 22 (3): 221–237. Bibcode:1950RvMP...22..221V
(https://ui.adsabs.harvard.edu/abs/1950RvMP...22..221V). doi:10.1103/RevModPhys.22.221 (ht
tps://doi.org/10.1103/RevModPhys.22.221).
12. ↑  Shieh, J.; Yeh, J. H.; Shu, Y. C.; Yen, J. H. (2009-04-15). "Hysteresis behaviors of barium
titanate single crystals based on the operation of multiple 90° switching systems". Materials
Science and Engineering: B. Proceedings of the joint meeting of the 2nd International
Conference on the Science and Technology for Advanced Ceramics (STAC-II) and the 1st
International Conference on the Science and Technology of Solid Surfaces and Interfaces
(STSI-I). 161 (1–3): 50–54. doi:10.1016/j.mseb.2008.11.046 (https://doi.org/10.1016/j.mseb.
2008.11.046). ISSN 0921-5107 (https://www.worldcat.org/issn/0921-5107).
13. ↑  Godefroy, Geneviève (1996). "Ferroélectricité". Techniques de l'Ingénieur Matériaux Pour
l'Électronique et Dispositifs Associés (in French). base documentaire : TIB271DUO. (ref.
article : e1870).
14. ↑   "Fe:LiNbO3 Crystal" (http://www.redoptronics.com/Fe-LiNbO3-crystal.html). redoptronics.com.
15. ↑  Tang, Pingsheng; Towner, D.; Hamano, T.; Meier, A.; Wessels, B. (2004). "Electrooptic
modulation up to 40 GHz in a barium titanate thin film waveguide modulator". Optics Express.
12 (24): 5962–7. Bibcode:2004OExpr..12.5962T (https://ui.adsabs.harvard.edu/abs/2004OExp%5Bپیوند+مرده%5D
r..12.5962T). doi:10.1364/OPEX.12.005962 (https://doi.org/10.1364/OPEX.12.005962).
PMID 19488237 (https://pubmed.ncbi.nlm.nih.gov/19488237).
16. ↑  . "Nanoparticle Compatibility: New Nanocomposite Processing Technique Creates More
Powerful Capacitors" (http://gtresearchnews.gatech.edu/newsrelease/barium-titanate.htm).
gatech.edu. April 26, 2007. Retrieved 2009-06-06.
17. ↑  Genchi, G.G.; Marino, A.; Rocca, A.; Mattoli, V.; Ciofani, G. (5 May 2016). "Barium titanate
nanoparticles: Promising multitasking vectors in nanomedicine". Nanotechnology. 27 (23):
232001. Bibcode:2016Nanot..27w2001G (https://ui.adsabs.harvard.edu/abs/2016Nanot..27w2%5Bپیوند+مرده%5D
001G). doi:10.1088/0957-4484/27/23/232001 (https://doi.org/10.1088/0957-4484/27%2
F23%2F232001). ISSN 0957-4484 (https://www.worldcat.org/issn/0957-4484). PMID 27145888
(https://pubmed.ncbi.nlm.nih.gov/27145888).
18. ↑  Eerenstein, W.; Mathur, N. D.; Scott, J. F. (August 2006). "Multiferroic and magnetoelectric
materials". Nature. 442 (7104): 759–765. Bibcode:2006Natur.442..759E (https://ui.adsabs.harv%5Bپیوند+مرده%5D
ard.edu/abs/2006Natur.442..759E). doi:10.1038/nature05023 (https://doi.org/10.1038/natur
e05023). ISSN 1476-4687 (https://www.worldcat.org/issn/1476-4687). PMID 16915279 (https://
pubmed.ncbi.nlm.nih.gov/16915279). S2CID 4387694 (https://api.semanticscholar.org/CorpusI%5Bپیوند+مرده%5D
D:4387694).
19. ↑  Rafique, Mohsin (May 2017). "Giant room temperature magnetoelectric response in strain
controlled nanocomposites". Applied Physics Letters. 110 (20): 202902.
doi:10.1063/1.4983357 (https://doi.org/10.1063/1.4983357).
20. ↑   Ma, Chi; Rossman, George R. (2008). "Barioperovskite, BaTiO3, a new mineral from the
Benitoite Mine, California". American Mineralogist. 93 (1): 154–157.
Bibcode:2008AmMin..93..154M (https://ui.adsabs.harvard.edu/abs/2008AmMin..93..154M).
doi:10.2138/am.2008.2636 (https://doi.org/10.2138/am.2008.2636). S2CID 94469497 (http
s://api.semanticscholar.org/CorpusID:94469497).

- Nanoparticle Compatibility: New Nanocomposite Processing Technique Creates More Powerful Capacitors
- EEStor's "instant-charge" capacitor batteries

[�]
- - «IUPAC GOLD BOOK». دریافت‌شده در ۱۸ مارس ۲۰۱۲.